# Miroslav Hroch
Miroslav Hroch (Praga Checoslovaquia, 14 de junio de 1932) es un historiador checo en la Universidad Carolina de Praga, ha dado clase en la Facultad de Filosofía y en la Facultad de Humanidades. Estudioso de la historia contemporánea, en especial la historia comparada de los movimientos nacionales en Europa. En el año 1965-1966 obtuvo la Beca de la Fundación Humboldt de Alemania. Fue profesor visitante de la Universidad de Friburgo en el período 2002-2004.
Su esposa es la historiadora checa Vera Hrochova.

## Etapas del renacimiento nacional según Hroch
Hroch se ha convertido en una autoridad reconocida a nivel internacional por su trabajo comparativo sobre los orígenes y el desarrollo de los movimientos nacionales de los países más pequeños en el centro, norte y este de Europa. Demostró que este "renacimiento nacional" se llevó a cabo en todas partes en tres fases y por analogía, aunque con un retraso de tiempo, debido principalmente a las condiciones políticas y sociales :
- La primera fase, la fase "A" (en los "países checos" de Bohemia y Moravia, segunda mitad del siglo XVIII) procede de la ilusión romántica de los estudiosos de unos campesinos limpios, sencillos y virginales, y su folclore (el "redescubrimiento del pueblo"). En este momento una base cultural del movimiento nacional, que incluye la lengua, la literatura y la cultura, pero que sin embargo, no impone ningún objetivo político (sin agenda política).

- En la Fase "B" surge un grupo de intelectuales, a menudo basados en la historia anterior y añaden agitación política y cultural a favor de la "idea nacional". Emergen instituciones culturales nacionales y un sentido de respeto a la diversidad lingüística y cultural de la emancipación de estos pueblos, que hasta ese momento no tenía representación política.

- En la fase "C" el movimiento gana el apoyo de las masas, crea partidos políticos nacionales y tiene fines y objetivos políticos. La Fase C el resultado de circunstancias políticas apropiadas para la creación de estados nacionales autónomos.

- Datos: Q2502881